# Darijo Srna
Darijo Srna (Metković, 1 de maig de 1982) és un exfutbolista professional croata. Podia jugar tant de Defensa com de centrecampista, però sempre per la banda dreta, i era conegut per la seva habilitat fent retallades i en els xuts a pilota aturada.
Va iniciar la seva carrera al Hajduk Split, i el 2003 va passar al Shakhtar Donetsk, a Ucraïna, club amb el qual ha obtingut una Copa de la UEFA (2009), sis títols de la Lliga ucraïnesa de futbol, quatre copes i quatre supercopes. També era capità de la selecció de futbol de Croàcia.